# Arnsberger Wald
Arnsberger Wald este o arie protejată (sit de importanță comunitară — SCI) din Germania întinsă pe o suprafață de 7.991,59 ha, integral pe uscat.

## Localizare
Centrul sitului Arnsberger Wald este situat la coordonatele 51°24′49″N 8°11′16″E / 51.4136°N 8.1878°E.

## Înființare
Situl Arnsberger Wald a fost declarat sit de importanță comunitară în august 1999 pentru a proteja 3 specii de animale.

## Biodiversitate
Situată în ecoregiunea continentală, aria protejată conține 6 habitate naturale: Cursuri de apă de la nivel de câmpie la nivel montan, cu vegetație Ranunculion fluitantis și Callitricho-Batrachion, Mlaștini turboase de tranziție și turbării mișcătoare, Păduri de fag Luzulo-Fagetum, Păduri de stejar sau de stejar și carpen sub-atlantice și medio-europene de Carpinion betuli, Mlaștini împădurite, Păduri aluvionare cu Alnus glutinosa și Fraxinus excelsior (Alno-Padion, Alnion incanae, Salicion albae).
La baza desemnării sitului se află mai multe specii protejate:
- nevertebrate (2): Carabus variolosus, rădașcă (Lucanus cervus)
- pești (1): cicar (Lampetra planeri)